# 협동조합의 날
협동조합의 날은 협동조합에 대한 이해를 증진시키고 협동조합의 활동을 장려하기 위하여 제정된 기념일이다. 매년 7월 첫째 토요일로 지정되었으며, 협동조합의 날 이전 1주간을 협동조합 주간으로 지정하도록 되어 있다. 국가와 지방자치단체는 협동조합의 날의 취지에 적합한 행사 등 사업을 실시하도록 노력하여야 한다.

## 법적 근거
- 협동조합기본법 제12조

## 시행 시기
- 협동조합기본법이 2011년 12월 29일 국회 본회의를 통과하여, 2012년 1월 26일 공포되었고, 2012년 12월 1일부터 시행되었으며, 2013년 7월 6일에 최초로 협동조합의 날이 시행되었다.

## 같이 보기
- 국제 협동조합의 날